# Krzysztof Kamil Baczyński

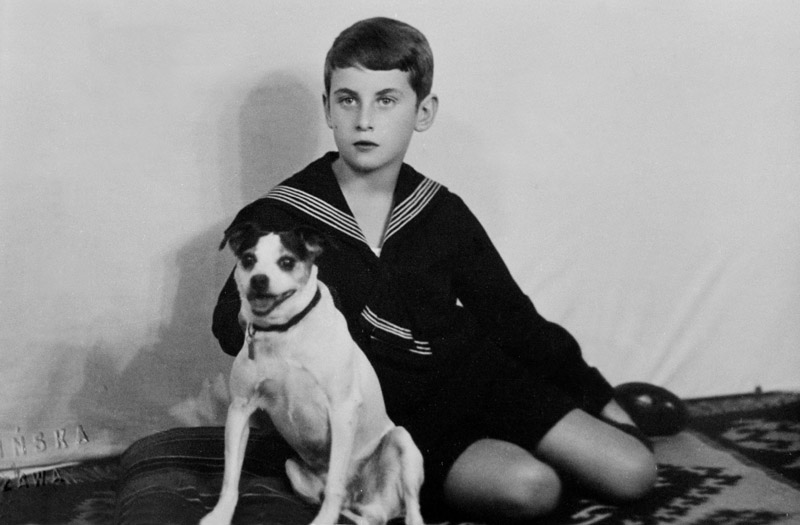
Krzysztof Kamil Baczyński ze swoim psem Fredem (ok. 1931)

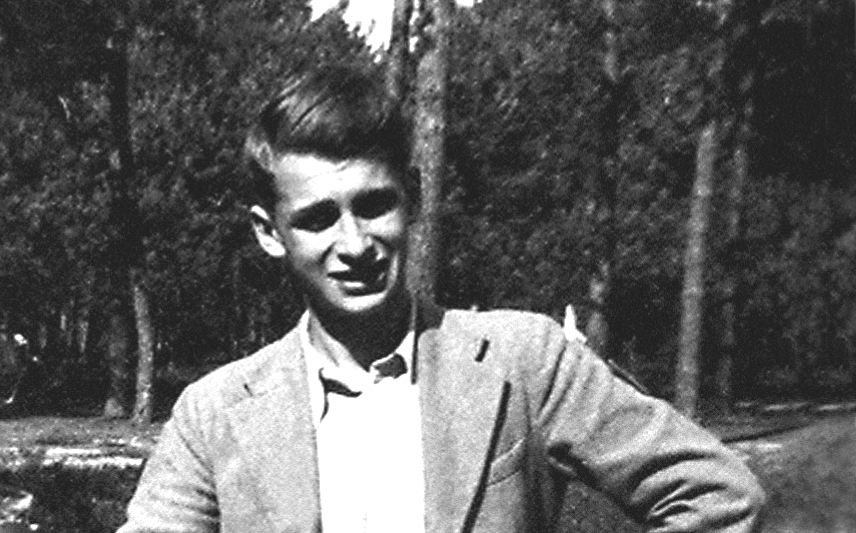
Krzysztof Kamil Baczyński w latach 30.

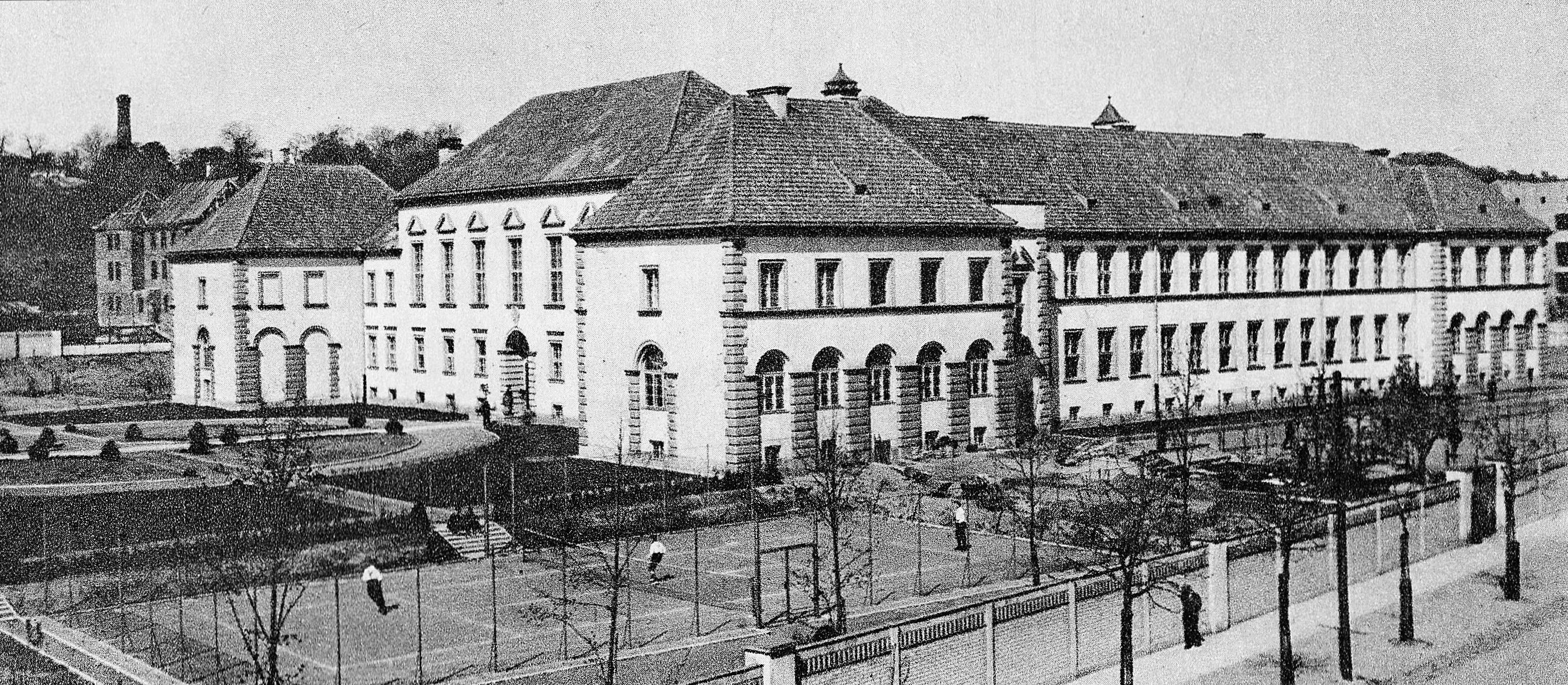
Państwowe Gimnazjum im. Stefana Batorego w Warszawie, do którego uczęszczał Krzysztof Kamil Baczyński

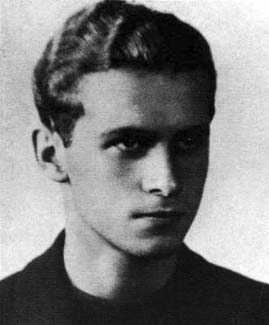
Krzysztof Kamil Baczyński w 1939 roku

Krzysztof Kamil Baczyński, ps. Jan Bugaj, Emil, Jan Krzyski, Krzysztof, Piotr Smugosz, Krzysztof Zieliński, Krzyś (ur. 22 stycznia 1921 w Warszawie, zm. 4 sierpnia 1944 tamże) – polski poeta czasu wojny, prozaik oraz autor sztuki teatralnej. starszy strzelec podchorąży Armii Krajowej, podharcmistrz Szarych Szeregów, jeden z przedstawicieli pokolenia Kolumbów, w czasie okupacji niemieckiej związany z pismem „Płomienie” oraz miesięcznikiem „Droga”. Zginął w czasie powstania warszawskiego jako żołnierz batalionu „Parasol” Armii Krajowej.

## Życiorys

### Dzieciństwo i edukacja
Był synem Stanisława, działacza Polskiej Partii Socjalistycznej, żołnierza Legionów Polskich, oficera wywiadu tzw. dwójki WP, pisarza i krytyka literackiego, oraz Stefanii z domu Zieleńczyk, nauczycielki, autorki książki dla dzieci i podręczników szkolnych, katoliczki pochodzącej z zasymilowanej rodziny żydowskiej. Świadomość żydowskiego pochodzenia znalazła później, w czasie Zagłady, odbicie w twórczości poety.
Urodził się i przez pierwsze lata życia mieszkał w kamienicy Wildera przy ul. Bagatela 10. Był chorowity – w dzieciństwie chorował na astmę, miał słabe serce, był stale zagrożony gruźlicą. Od 1933 uczył się w I Państwowym Gimnazjum i Liceum im. Stefana Batorego, a następnie w tej samej szkole w 1937 rozpoczął naukę w dwuletnim liceum ogólnokształcącym, w klasie o profilu humanistycznym, które ukończył w 1939.
Nie był dobrym uczniem, miał kłopoty m.in. z matematyką. Wyróżniał się natomiast wiedzą na temat współczesnej mu literatury. Wiadomo, że fascynował się Ferdydurke Gombrowicza i napisał własny wariant („Gimnazjum imienia Boobalka I”). Znał też ponadprzeciętnie literaturę francuską, a w późniejszych latach pisał także wiersze po francusku. Wykazywał także zdolności plastyczne (myślał o zawodzie grafika), mimiczne oraz miał zacięcie satyryczne.
W latach 1934–1935 był harcerzem działającej przy szkole 23 Warszawskiej Drużyny Harcerskiej „Pomarańczarnia”. W czasie nauki w gimnazjum angażował się w działalność w Związku Niezależnej Młodzieży Socjalistycznej „Spartakus”, półlegalnej organizacji uczniów szkół średnich pod patronatem PPS. Był wówczas wraz ze swoim przyjacielem Konstantym Jeleńskim sympatykiem trockizmu. Używał wtedy pseudonimu „Emil”. Od 1937 roku był członkiem Komitetu Wykonawczego „Spartakusa”. Był także współredaktorem pisma „Strzały” – wydawanego od lutego 1938 organu tej organizacji, na łamach którego zadebiutował jako poeta wierszem „Wypadek przy pracy”. Nie uprawiał sportu i nie nawiązywał łatwo przyjaźni. W czerwcu 1939 otrzymał świadectwo dojrzałości.

### Konspiracja
Wybuch wojny uniemożliwił mu podjęcie studiów w Akademii Sztuk Pięknych. Marzył o karierze grafika lub ilustratora. Od 1936 roku mieszkał razem z matką w wynajmowanym mieszkaniu w domu SMB Urzędników Ministerstwa Poczt i Telegrafów przy ul. Hołówki 3 (pod numerem 52, a od 1942, po swoim ślubie, wraz z żoną pod numerem 83). Po utworzeniu w 1940 getta w Warszawie pozostał z matką po aryjskiej stronie, ryzykując, w razie wykrycia żydowskiego pochodzenia, rozstrzelanie na miejscu. 3 czerwca 1942 wziął ślub z Barbarą Drapczyńską, koleżanką ze studiów w kościele Świętej Trójcy na Solcu. Od jesieni 1942 do lata 1943 studiował polonistykę na tajnym Uniwersytecie Warszawskim. Zajmował się pracą dorywczą: szklił okna, malował szyldy, pracował u węglarza na Czerniakowie, przyjmował telefonicznie zlecenia w Zakładach Sanitarnych. Uczył się także w Szkole Sztuk Zdobniczych i Malarstwa. Współpracował z lewicowymi czasopismami, takimi jak „Droga” i „Płomienie”, publikując także w „Miesięczniku Literackim”, „Demokracie”, „Dniu Warszawskim” oraz „Werblach Wolności”.

Od lipca 1943 sekcyjny w II plutonie „Alek” 2. kompanii „Rudy” batalionu „Zośka” AK w stopniu starszego strzelca pod ps. „Krzysztof”, „Zieliński”. Porzucił studia polonistyczne, aby poświęcić się konspiracji i poezji. Twierdził, że jeśli będzie mu to dane, to do nauki powróci. W mieszkaniu miał skrytkę na broń, w której trzymał Thompsona, dwa Steny, MP 40, granaty, materiały minerskie, a także podręczniki, mapy i prasę konspiracyjną. Uczestniczył w akcji wykolejenia pociągu niemieckiego (jadącego z frontu wschodniego do Berlina) na odcinku Tłuszcz – Urle (kryptonim „TU”) 27 kwietnia 1944. Akcja ta spowodowała 26-godzinną przerwę w ruchu. Po ukończeniu turnusu Szkoły Podchorążych Rezerwy Piechoty „Agricola” rozkazem jej komendanta, por. „Gustawa” z 25 maja 1944 otrzymał stopień starszego strzelca podchorążego rezerwy piechoty. Jednocześnie był kierownikiem działu poezji miesięcznika społeczno-literackiego „Droga”, wydawanego od grudnia 1943 do kwietnia 1944. Rozkazem dowódcy 2. kompanii batalionu „Zośka” pchor. Andrzeja Romockiego „Morro”, z 1 lipca 1944 zwolniony z funkcji z powodu małej przydatności w warunkach polowych z jednoczesną prośbą o objęcie nieoficjalnego stanowiska szefa prasowego kompanii. Kilka dni później przeszedł do harcerskiego batalionu „Parasol” na stanowisko zastępcy dowódcy III plutonu 3. kompanii. W „Parasolu” przyjął pseudonim „Krzyś”.

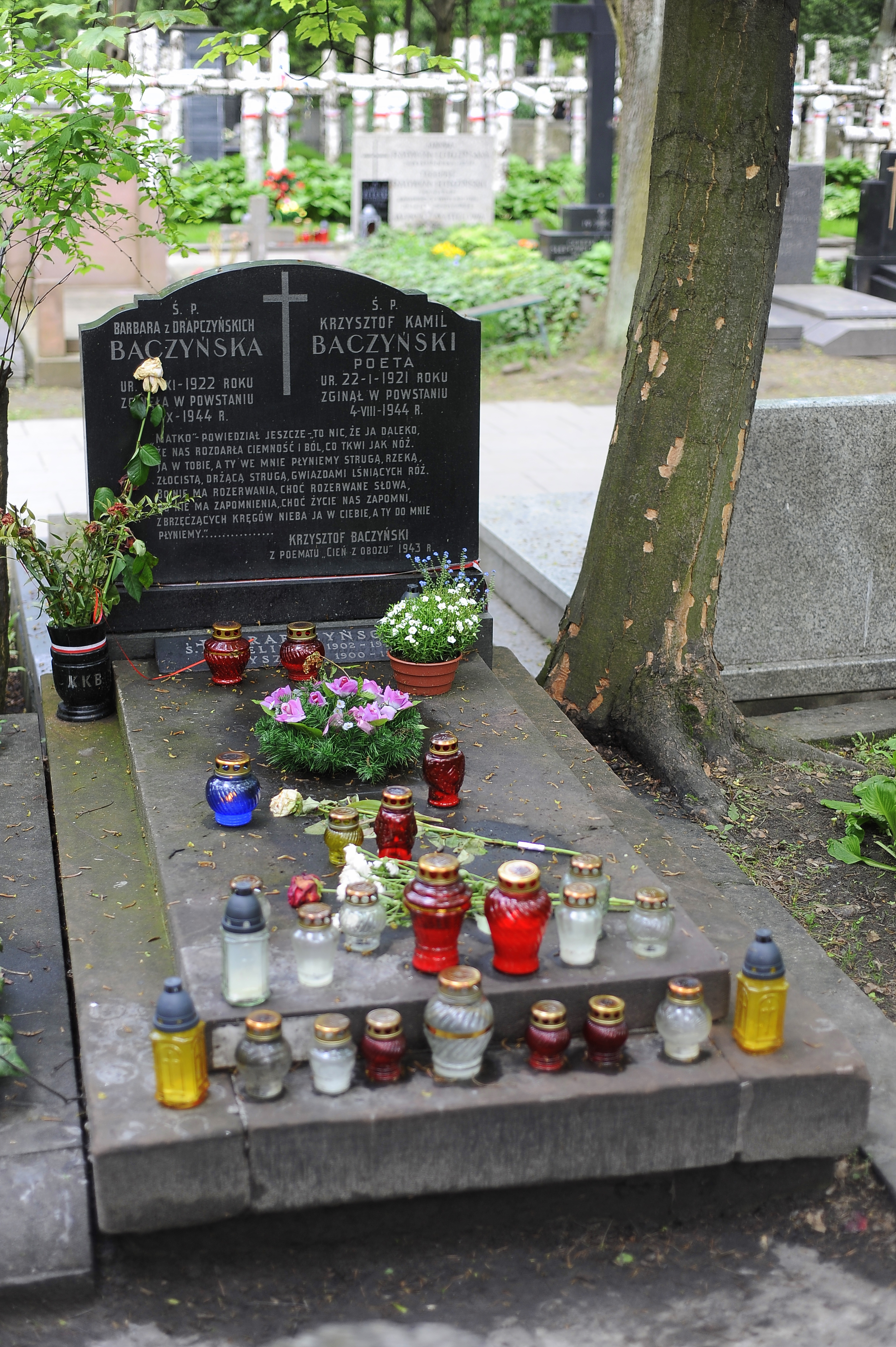
Grób Krzysztofa Kamila Baczyńskiego i Barbary Drapczyńskiej-Baczyńskiej na warszawskim cmentarzu Wojskowym na Powązkach

Wybuch powstania warszawskiego zaskoczył go w rejonie pl. Teatralnego – został tam wysłany po odbiór butów dla oddziału. Nie mogąc przedostać się na miejsce koncentracji macierzystej jednostki (Wola – Dom Starców przy Karolkowej), przyłączył się do oddziału złożonego z ochotników, którymi dowodził ppor. „Leszek” (Lesław Kossowski, dowódca reduty „Ratusz-Pałac Blanka” na odcinku kpt. „Gozdawy”). Poległ na posterunku czwartego dnia walk o pałac Blanka przy placu Teatralnym 4 sierpnia 1944 w godzinach popołudniowych (ok. 16), śmiertelnie raniony w głowę przez strzelca wyborowego ulokowanego prawdopodobnie w gmachu Teatru Wielkiego. Pochowany pierwotnie na tyłach pałacu. Po wojnie ciało przeniesiono na cmentarz Wojskowy na Powązkach (kwatera batalionu „Zośka” A22–2–25). W powstaniu warszawskim, 1 września 1944, zginęła także żona Baczyńskiego – Barbara Drapczyńska.

## Poezja
Pierwsze oznaki jego talentu poetyckiego pojawiły się już w 1936 roku w postaci gimnazjalnych rękopisów. Twórczość Baczyńskiego obejmowała szeroką tematykę – od malowniczych impresji przyrody, przez poetycki zachwyt nad światem, po wypełnione dramatyzmem i krwią obrazy wojny, które zaczęły dominować w jego poezji od 1941 roku. Baczyński tworzył wizje katastroficzne, pełne grozy i tragizmu, ukazując los pokolenia skazanego na zagładę. Poruszał kwestie wyboru między piórem a karabinem oraz podejmował refleksje historiozoficzne i moralne. W jego poezji często pojawia się motyw ukochanej, która była jego muzą i adresatką wielu wierszy.
W okresie okupacji niemieckiej ogłosił 4 tomiki poezji: Zamknięty echem (lato 1940), Dwie miłości (jesień 1940), Wiersze wybrane (maj 1942; pod pseudonimem jako Jan Bugaj), Arkusz poetycki Nr 1 (1944) i składkę Śpiew z pożogi (1944) oraz wiele utworów w prasie konspiracyjnej. Jego wiersze pojawiły się także w antologiach poezji wydawanych konspiracyjnie: w Pieśni niepodległej (1942) i Słowie prawdziwym (1942).
Uważa się, że dojrzałość poetycką osiągnął jesienią 1942. Uznany powszechnie za jednego z najwybitniejszych poetów czasów okupacji. Jerzy Andrzejewski, jego przyjaciel, zadedykował mu tom opowiadań „Noc”. Na wieść o wstąpieniu Baczyńskiego do oddziału dywersyjnego Stanisław Pigoń powiedział Kazimierzowi Wyce: Cóż, należymy do narodu, którego losem jest strzelać do wroga brylantami, a Jerzy Zagórski wspomnienie o nim zatytułował Śmierć Słowackiego (1947). Tadeusz Gajcy pisał o nim: Poeta o nucie dostojnej. Krzysztof przyjaźnił się z poetą Jerzym Kamilem Weintraubem; dedykował mu wiersz „Jesienny spacer poetów”. Weintraub, podobnie jak Wyka, należał do osób, z którymi Krzysztof rozmawiał o poezji.

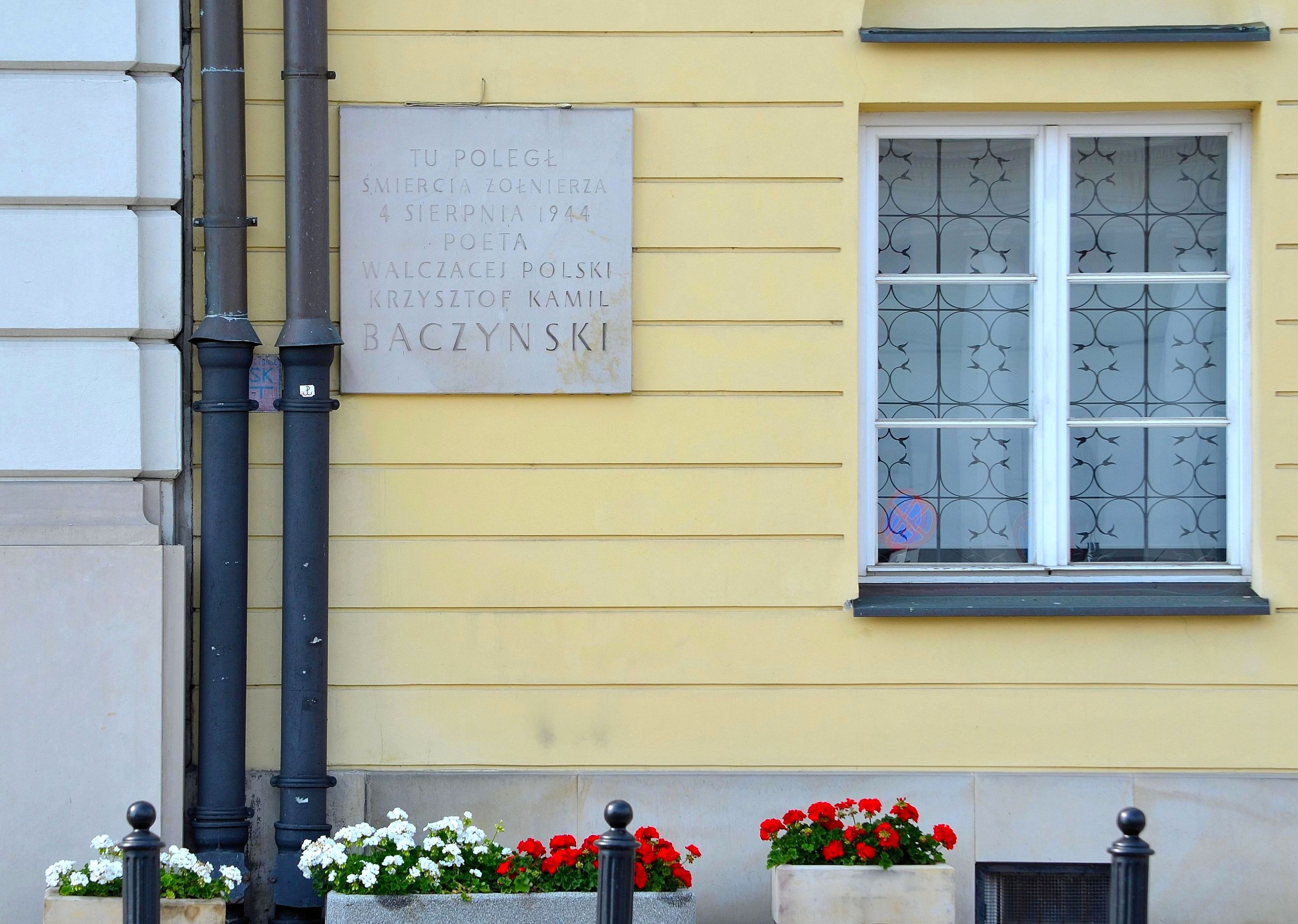
Tablica pamiątkowa na ścianie pałacu Blanka

Poezja Baczyńskiego najpełniej wyraża cechy pokolenia Kolumbów. Dla nich konsekwencją wybuchu wojny była konieczność poradzenia sobie z tym wstrząsem i odnalezienie własnej postawy wobec tych wydarzeń. Jego wiersze pomimo silnego związku z czasem wojny, ukazują swój uniwersalny wymiar. Dzieje się tak m.in. dlatego, że nie pisał o swojej epoce wprost, lecz w konwencji apokaliptycznej i onirycznej, a także dlatego, iż poruszał problemy ponadczasowe, takie jak rzeźbienie duszy i psychiki człowieka, refleksja nad młodością i dojrzewaniem (w tym przypadku drastycznie przyśpieszonym przez wojnę), poszukiwanie wartości mogących stanowić fundamenty dorosłego życia. Krzysztof Baczyński w wierszach często stosował liczbę mnogą, przemawiając w swoim i generacji imieniu. Pisał wiersze katastroficzne, ze środka „spełniającej się apokalipsy”, pragnąc zmierzyć się ze swoją epoką i czasem historycznym. Ukazywał wojnę pełną onirycznych i symbolicznych obrazów, widząc ją jako siłę niszczycielską dla dotychczasowych systemów wartości i norm moralnych, a wprowadzającą nowe, okrutne prawa. Był nieufny wobec tradycyjnej poetyki – uważał, że jest niewskazana wobec ogromu zniszczeń i cierpień narodu. Miał świadomość zagłady własnej i jego pokolenia; jednocześnie nie dramatyzował nad tym losem. Pragnął zminimalizować skażenie wojną, jej wpływ na własną psychikę. Chciał zmycia tego piętna poprzez obcowanie z mityczną arkadią jako światem czystym, nieskażonym, pozbawionym krwi, okaleczenia i śmierci. Ton jego poezji jest zróżnicowany: obok wierszy dotyczących przeżyć okupacyjnych, pisał także te oddzielone od tych wydarzeń, pełne nadziei i piękna. Są pełne rozbudowanych metafor, elementów ze świata baśni, mikroprzyrody, otoczone aurą nastrojowości.
Baczyński posługiwał się urozmaiconą wersyfikacją, stosując różne formaty wiersza sylabicznego, sylabotonicznego i tonicznego, w tym trzynastozgłoskowiec i siedmiozgłoskowiec, jak również zróżnicowane strofy.
Zachowały się wszystkie jego dzieła: ponad 500 wierszy, kilkanaście poematów i około 20 opowiadań. Najbardziej znane wiersze Baczyńskiego to: Elegia o... [chłopcu polskim], Mazowsze, Historia, Spojrzenie, Pragnienia, Ten czas, Pokolenie, Biała magia, Gdy broń dymiącą z dłoni wyjmę..., Polacy. Jego wiersze były śpiewane m.in. przez Ewę Demarczyk (utwór Wiersze wojenne, Deszcze, Na moście w Avignon), Janusza Radka, Michała Bajora, Grzegorza Turnaua, zespół Lao Che (utwór Godzina W) i Ankh. Fragment jego wiersza Historia posłużył za tytuł filmu Jeszcze słychać śpiew. I rżenie koni...
Zachowało się również kilkaset rysunków i grafik Baczyńskiego, jak na przykład ilustracje do poszczególnych wierszy poety, projekty okładek własnych tomików, kolekcja rysunków z psem Baczyńskiego, studium kocich łebków czy rysunki o tematyce orientalnej.
Życie i twórczość Baczyńskiego stały się tematem kilku filmów, m.in. Dzień czwarty, w którym poetę zagrał Krzysztof Pieczyński i Baczyński w reżyserii Kordiana Piwowarskiego (z tytułową rolą Mateusza Kościukiewicza).

## Opracowania twórczości (wybór)
- Jerzy Święch, Wiersze Krzysztofa Kamila Baczyńskiego, WSiP, Warszawa 1994 ISBN 83-02-04020-7
- Stanisław Stabro, Chwila bez imienia: o poezji Krzysztofa Kamila Baczyńskiego, Towarzystwo Autorów i Wydawców Prac Naukowych „Universitas”, Kraków 2003 ISBN 83-242-0201-3
- Hanna Kryńska, „Rzeczy niepokój”: o twórczości Krzysztofa Kamila Baczyńskiego, Instytut Literatury, Kraków 2021 ISBN 978-83-66359-39-0

## Ordery i odznaczenia
- Krzyż Komandorski Orderu Odrodzenia Polski – pośmiertnie (2018, postanowieniem prezydenta RP Andrzeja Dudy za wybitne zasługi dla niepodległości Rzeczypospolitej Polskiej, za osiągnięcia w działalności na rzecz rozwoju polskiej kultury)[25]
- Krzyż Armii Krajowej
- Medal za Warszawę 1939–1945 (1947)

## Upamiętnienie

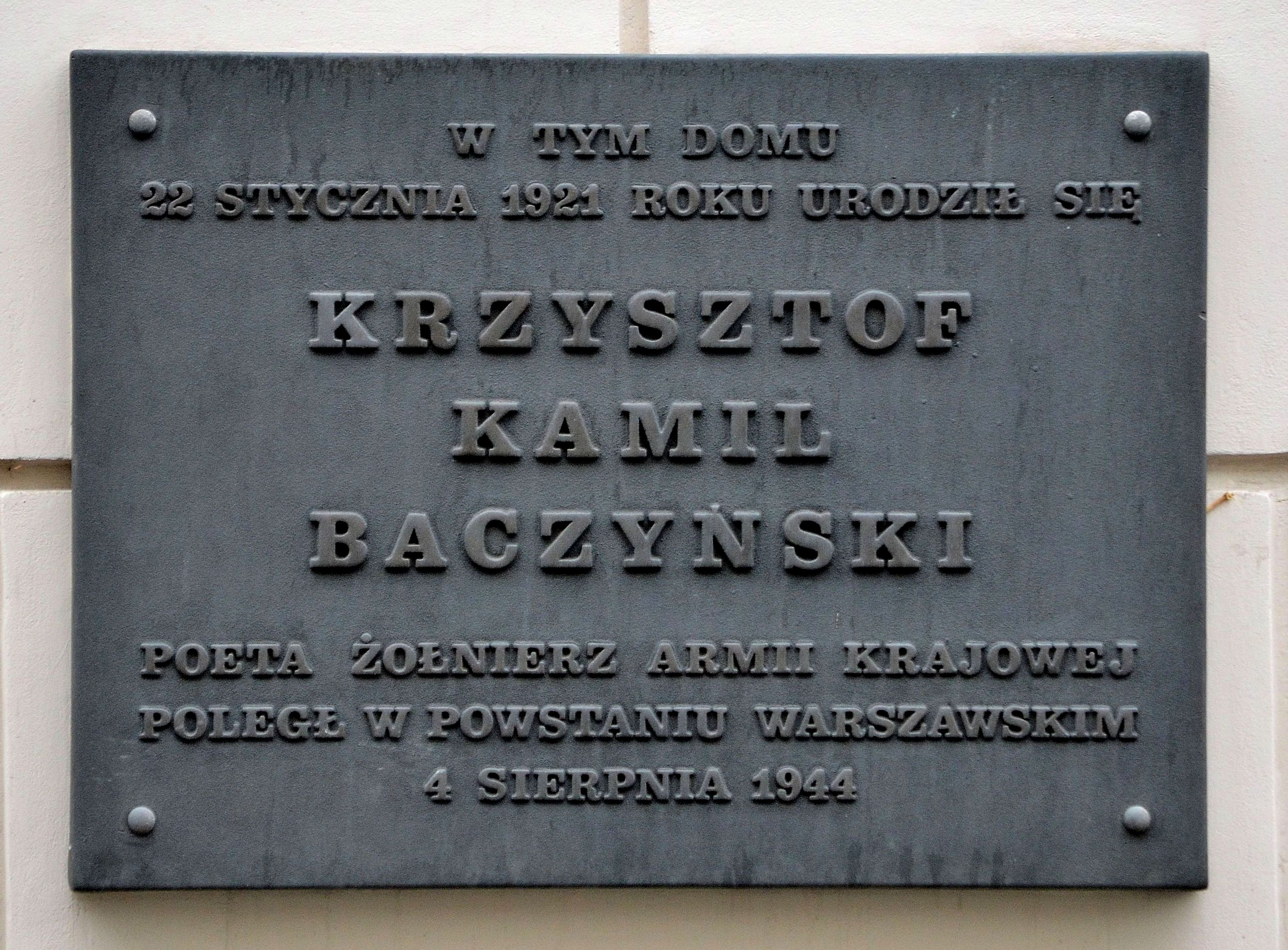
Tablica upamiętniająca Krzysztofa Kamila Baczyńskiego na kamienicy przy ul. Bagatela 10 w Warszawie

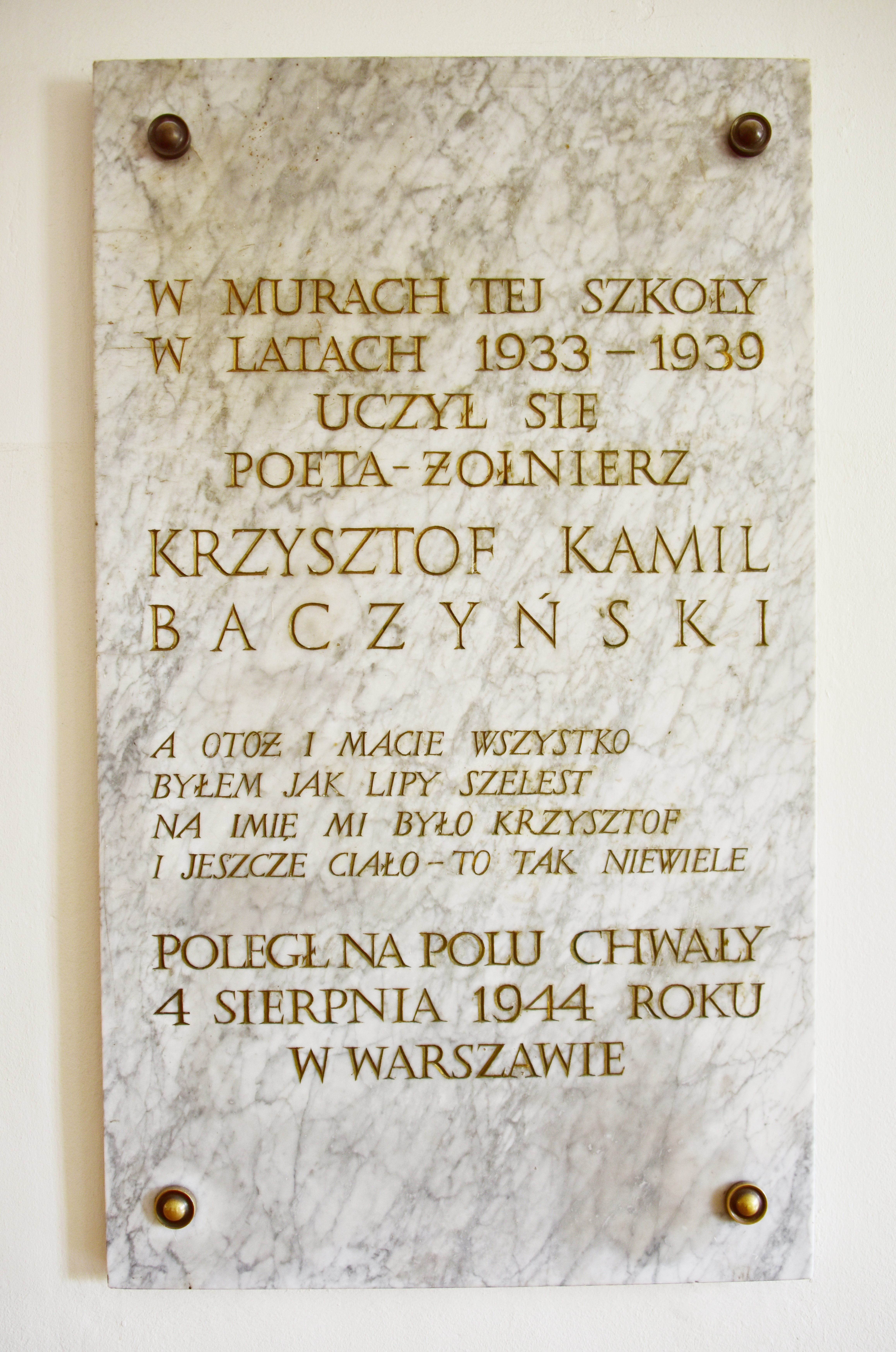
Tablica upamiętniająca Krzysztofa Kamila Baczyńskiego na parterze II Liceum Ogólnokształcącego z Oddziałami Dwujęzycznymi im. Stefana Batorego w Warszawie

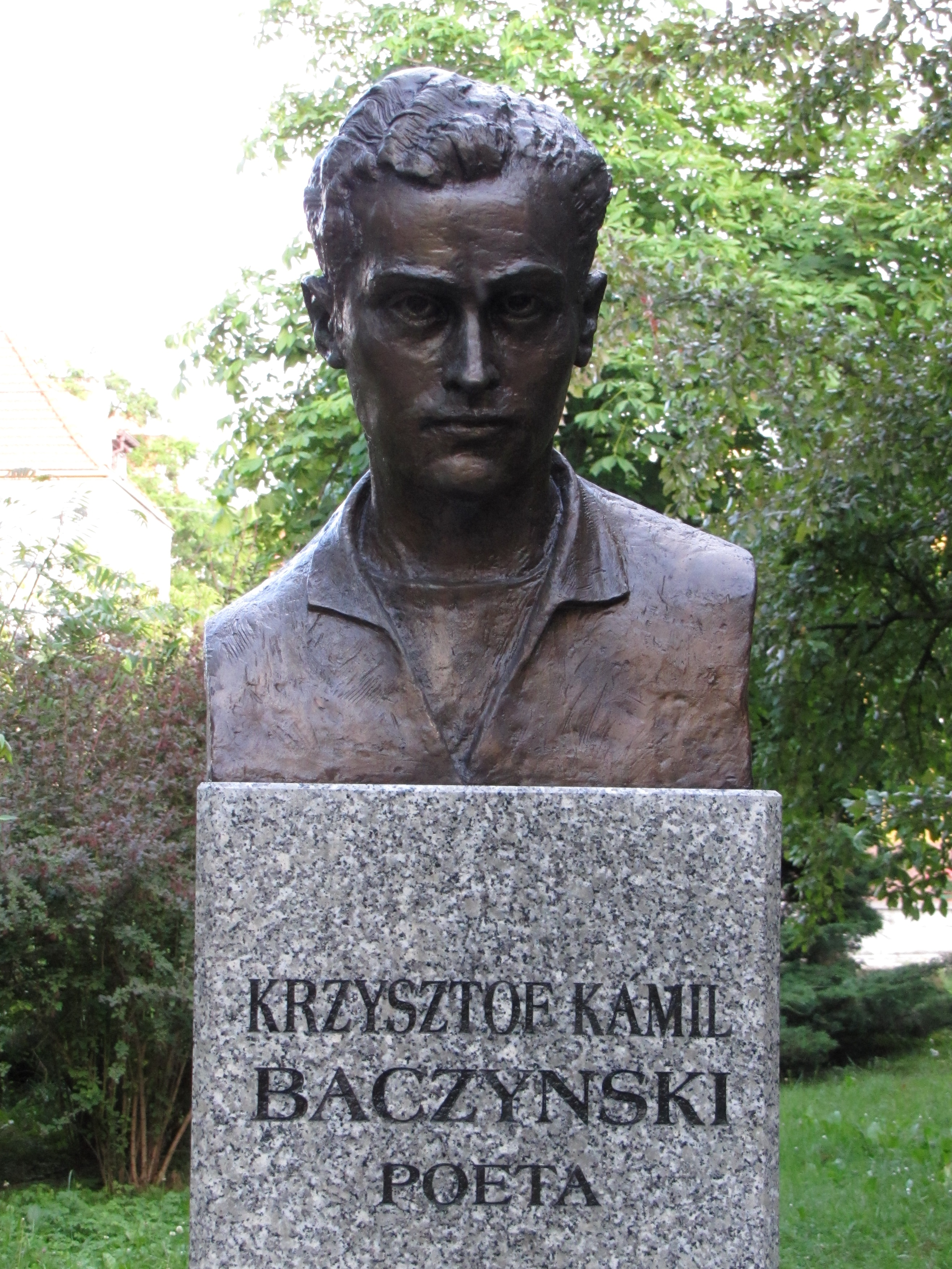
Popiersie Krzysztofa Kamila Baczyńskiego w Alei Sław na Skwerze Harcerskim w Kielcach

- Krzysztof Kamil Baczyński został patronem wielu szkół, bibliotek, drużyn harcerskich i innych instytucji[26].
- Imię Krzysztofa Kamila Baczyńskiego noszą ulice m.in. w: Białobrzegach, Białogardzie, Bydgoszczy, Ciechanowie, Częstochowie, Duchnicach, Ełku, Gdańsku, Jaśle, Katowicach, Kłobucku, Kędzierzynie-Koźlu, Konstantynowie Łódzkim, Krakowie (od 1970)[27], Krośnie, Kwidzynie, Legionowie (od 1989)[28], Legnicy, Łodzi, Łomiankach, Markach, Nysie, Pilawie, Poznaniu, Puławach, Regułach, Rzeszowie, Sandomierzu, Sosnowcu, Szczecinie, Sztumie, Tczewie, Wałbrzychu, Warszawie, Wieliszewie, Wrocławiu, Zgorzelcu, Żarach.
- Tablica pamiątkowa na budynku przy ul. Bagatela 10 w Warszawie, w którym urodził się Krzysztof Kamil Baczyński[29].
- Tablica upamiętniająca Krzysztofa Kamila Baczyńskiego na parterze II Liceum Ogólnokształcącego z Oddziałami Dwujęzycznymi im. Stefana Batorego w Warszawie, odsłonięta w 1973[30].
- Tablica pamiątkowa zaprojektowana przez Tadeusza Łodzianę i Stanisława Słoninę, odsłonięta w 1989 na filarze bramy wjazdowej przy budynku przy ul. Hołówki 3 w Warszawie, w którym w latach 1936–1944 mieszkał Krzysztof Kamil Baczyński, i skąd wyszedł do powstania[31].
- Od 1996 roku jest patronem XXVI Liceum Ogólnokształcącego im. Krzysztofa Kamila Baczyńskiego w Łodzi, którym został w wyniku wewnątrzszkolnego głosowania mającego miejsce po odebraniu patronatu nad szkołą komunistycznej działaczce Małgorzacie Fornalskiej[32].
- Poczta Polska wyemitowała w 75. rocznicę urodzin poety 22 stycznia 1996 r. znaczek pocztowy o nominale 35 gr. Znaczek wydrukowano w technice offsetowej na papierze kredowym. Nakład wyniósł 1000000 egzemplarzy w dwóch wersjach. Autorem projektu znaczka był grafik Maciej Buszewicz. Na znaczku przedstawiony został fragment wiersza Niebo złote Ci otworzę... wraz z fragmentami biało-czerwonych kokardek. Znaczek pozostawał w obiegu do 31 grudnia 2003 roku[33]. Z okazji 100. rocznicy urodzin Baczyńskiego 22 stycznia 2021 r. wyemitowano kolejny znaczek. Autorem projektu był Jarosław Ochendzan. Na znaczku znalazł się fragment rękopisu Wesela poety. Znaczek o nominale 4,10 zł wydrukowano w technice rotograwiury na papierze fluorescencyjnym. Wydano 5000000 sztuk. Z tej okazji poczta wydała również w limitowanej wersji kopertę FDC[34][35].
- 24 lipca 2009 roku Narodowy Bank Polski wyemitował monetę kolekcjonerską o nominale 10 zł upamiętniającą Krzysztofa Kamila Baczyńskiego, wykonaną w srebrze z pierścieniem platerowanym złotem[36].
- Uchwałą Sejmu RP IX kadencji z 27 listopada 2020 zdecydowano o ustanowieniu roku 2021 Rokiem Krzysztofa Kamila Baczyńskiego[37]. Patronom roku 2021 poświęcono wydanie specjalne Kroniki Sejmowej[38].
- W 2021 rękopiśmienny wybór wierszy pt. W żalu najczystszym, wykonany własnoręcznie przez poetę jako prezent ślubny dla żony Barbary, został wpisany na Polską Listę Krajową Programu UNESCO „Pamięć Świata”[39].

## Odniesienia w muzyce

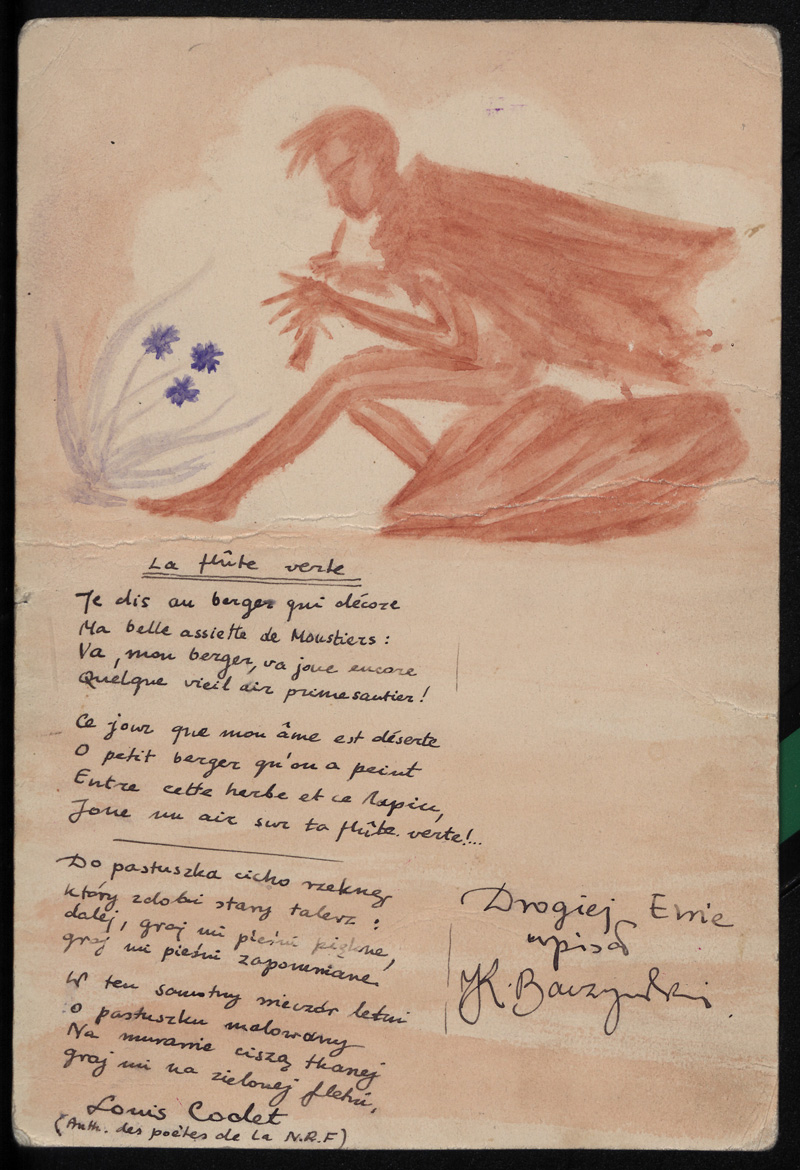
Rękopis Krzysztofa Kamila Baczyńskiego zawierający odpis wiersza „La flûte verte” Louisa Codeta (1876-1914) i jego autorski przekład. Tę kompozycję 18-letni Baczyński wykonał w lipcu 1939 roku i podarował Ewie Winnickiej, córce właściciela pensjonatu Willa „Bajka” w Zakopanem, w którym spędzał wakacje.

- 1965 – Ewa Demarczyk, „Wiersze wojenne”
- 1973 – Grupa „Boom”, Miłość (Festiwal Piosenki Polskiej w Opolu, koncert „Mikrofon i ekran”)
- 1977 – Sławomir Zygmunt („Elegia o chłopcu polskim”, „Kolęda”, „Piosenka śnieżna żołnierza”)
- 1990 – Jacek Kaczmarski, Kosmopolak – „Barykada (Śmierć Baczyńskiego)”
- 1991 – Grzegorz Turnau, Naprawdę nie dzieje się nic – słowa utworów „Hymn wieczorów miejskich”, „Znów wędrujemy”, „Z wiatrem”
- 1994 – Ankh (wiersz Bez imienia)
- 1999 – Naamah, Magia
- 1999 – Naamah, Przypowieść
- 2000 – Naamah, Kantylena
- 2005 – Lao Che, Powstanie Warszawskie – „Godzina W”
- 2007 – Zbigniew Hołdys (Pocałunek)
- 2007 – Forteca (Elegia o chłopcu polskim)
- 2010 – Gammadion, Wróg u bram (Pocałunek)
- 2011 – Ludola (Elegia o... (chłopcu polskim))[40]
- 2012 – Tadek, Niewygodna prawda (Elegia o chłopcu polskim)[41]
- 2013 – Czesław Mozil & Mela Koteluk, utwór promujący film o K.K. Baczyńskim – „Pieśń o szczęściu”
- 2013 – Barbara Figurniak & Mateusz Jarosz, Promienie (9 utworów)[42]
- 2014 – Barbara Figurniak & Mateusz Jarosz, Deszcze (13 utworów)[42]
- 2014 – Sławomir Zygmunt, Elegia o chłopcu polskim[43]
- 2015 – Maciej Dąbrowski (Człowiek Warga/zDupy), Aleksandra Kasprzyk (Mishon), R.A.U, Elegia o...[44]
- 2016 – Fabryka – „sierpień” (wiersze Drzewa[45], Źródło, Bez imienia[46])
- 2019 – Barbara Figurniak, Mateusz Jarosz, Marcin Ogrodnik, Lipy szelest (17 utworów)[47]
- 2019 – Grzegorz Wilk i Marcin Nierubiec Nie zapomnisz skał[48]
- 2020 – Mela Koteluk & Kwadrofonik – „Astronomia poety. Baczyński” (10 utworów)
- 2021 – Danuta Stenka i Piotr Fronczewski Cienie nocne[49]
- 2021 – Grzegorz Wilk i Marcin Nierubiec – „Baczyński” (13 utworów)[50]
- 2022 – Sanah i Ania Dąbrowska – „Baczyński (Pisz do mnie listy)”
- 2022 – Sanah – „Bajka” (K. K. Baczyński)
- 2024 – HEY4NOW – „Znów wędrujemy (K. K. Baczyński)”
- 2024 – Pospieszalscy – Promienie (Muzyka – Mateusz Pospieszalski, Słowa – Krzysztof Kamil Baczyński)
- 2024 - Monika Koszewska - Andrzej Kowerski Szpieg bez cienia[51], wiersz na pierwszej stronie książki - Krzysztof Kamil Baczyński - Poległym
- 2025 – Sanah i Michał Bajor – „Elegia o... (chłopcu polskim)”[52]

## W kulturze masowej
- Baczyński – film polski z 2013 w reżyserii Kordiana Piwowarskiego, oparty na biografii poety